# Викшьо
Викшьо (на шведски: Viksjö) е град в лен Стокхолм, Югоизточна Швеция, община Йерфела. Викшьо е предградие (град-сателит) на Стокхолм. Намира се на около 20 km на северозапад от централната част на Стокхолм. Населението на града е 14 894 жители според данни от преброяването през 2005 г.

## Спорт
Представителният футболен отбор на града се казва ИФК Викшьо. Тимът има аматьорски статут.